# Nisshin
Nisshin (Japans: 日進市, Nisshin-shi) is een stad in de Japanse prefectuur Aichi. De oppervlakte van deze stad is 34,90 km² en begin 2010 had de stad ruim 83.000 inwoners. De rivier Tempaku stroomt van oost naar west door het centrum van de stad.

## Geschiedenis
Op 10 mei 1906 ontstond het dorp Nisshin (日進村, Nisshin-mura) uit de samenvoeging van de dorpen Hakusan (白山村, Hakusan-mura), Iwasaki (岩崎村, Iwasaki-mura) en Kaguyama (香久山村, Kaguyama-mura).
Op 1 januari 1958 werd Nisshin een gemeente (日進町, Nisshin-chō).
Nisshin werd op 1 oktober 1994 een stad (shi).

## Verkeer
Nisshin ligt aan de Toyota-lijn van Meitetsu (Nagoya Spoorwegmaatschappij) en aan de Tsurumai-lijn van de metro van Nagoya.
Nisshin ligt aan de Tomei-autosnelweg, de Nagoya-Seto-autosnelweg, aan de nationale autowegen 153 en aan de prefecturale wegen 57, 58, 217, 219, 221, 231 en 233.

## Bezienswaardigheden
- Kasteel Iwasaki, gebouwd in de Kyorokuperiode op een heuvel in de vlakte. In 1987 is het herbouwd als observatietoren en historisch museum.
- Aichi meer, een waterreservoir gebouwd in 1961. Omringd door bossen en een populair wandelgebied.
- Goshikien, religieus themapark rond Shinran (oprichter van de Jodo Shin sekte in het boeddhisme).

## Geboren in Nisshin
- Goro Taniguchi (谷口 悟朗, Taniguchi Gorō) anime regisseur
- Akira Ishida (石田 彰, Ishida Akira), stemacteur

## Aangrenzende steden
- Nagoya
- Toyota

## Stedenband
Nisshin heeft een stedenband met
- Owensboro, Verenigde Staten, sinds 2007